# Novaculops compressus
Novaculops compressus là một loài cá biển thuộc chi Novaculops trong họ Cá bàng chài. Loài này được mô tả lần đầu tiên vào năm 2020.

## Từ nguyên
Từ định danh compressus trong tiếng Latinh có nghĩa là "bị nén lại", hàm ý đề cập đến cơ thể dẹt dần ở thân sau ở loài cá này.

## Phạm vi phân bố và môi trường sống
N. compressus có phạm vi phân bố ở Tây Thái Bình Dương. Loài cá này hiện chỉ được biết đến tại đảo Yoronjima (Nhật Bản) và đảo Panay (Philippines).

## Mô tả
Chiều dài cơ thể tối đa được ghi nhận ở N. compressus là 10,4 cm. Loài cá này có đốm đen ở gốc vây ngực với hai màng đầu tiên của vây lưng là màu đen.
Số gai ở vây lưng: 9; Số tia vây ở vây lưng: 12; Số gai ở vây hậu môn: 3; Số tia vây ở vây hậu môn: 12; Số tia vây ở vây ngực: 13; Số gai ở vây bụng: 1; Số tia vây ở vây bụng: 5.